# Eresina theodori
Eresina theodori är en fjärilsart som beskrevs av Henry Stempffer 1956. Eresina theodori ingår i släktet Eresina och familjen juvelvingar. Inga underarter finns listade i Catalogue of Life.